# Hofanlage Feldhausen 29
Die Hofanlage Feldhausen 29 in der niedersächsischen Gemeinde Lilienthal-Feldhausen im Landkreis Osterholz stammt aus der Mitte des 19. Jahrhunderts. Aktuell (2025) wird sie zum Wohnen und zur Pferdezucht genutzt.
Die Gebäude stehen unter Denkmalschutz (siehe auch Liste der Baudenkmale in Lilienthal).

## Geschichte und Beschreibung
Die Hofanlage besteht aus
- dem eingeschossigen giebelständigen Wohn- und Wirtschaftsgebäude von 1845 (Inschrift) als Zweiständer-Hallenhaus in Rasterfachwerk mit Steinausfachungen und ziegelgedecktem Krüppelwalmdach sowie Grooter Door mit Korbbogen und mit Flett(Küche)dielengrundriss,[2]
- der giebelständigen Scheune aus der Mitte des 19. Jahrhunderts in Fachwerk mit Steinausfachungen und metallgedecktem Walmdach sowie mit zwei Quereinfahrten; zum Haupthaus hin ist die Außenwand in Flechtwerk ausgeführt und an der gegenüberliegenden Traufseite senkrecht verbrettert.[3]